# Князева, Ксения Борисовна
Ксения Борисовна Князева (род. 6 августа 1982 года, Загорск, Московская область, РСФСР, СССР) — российская актриса и фотомодель.

## Биография
Победительница конкурса «Мисс Красноярск-97». В 1998 году стала финалисткой национального конкурса моделей «Elite Model Look». В 2006 окончила школу-студию МХАТ (курс С. И. Земцова, И. Я. Золотовицкого).
Снимается в кино с 2004 года. Дебютировала в сериале «Курсанты» (Яна), играла в комедии «От 180 и выше».
На сцене МХТ им. Чехова играет в спектакле «C любимыми не расставайтесь».

## Фильмография
1. 2005 — Курсанты — Яна
2. 2005 — От 180 и выше — Настя
3. 2006 — Бедная крошка — Крошка
4. 2007 — Эксперты — Нина Дубровина, врач-фармаколог
5. 2007 — Любовь-морковь — Ирина
6. 2007 — На мосту — Алёна
7. 2007 — Отчим — Александра
8. 2007 — Слуга государев — Шарлотта де Монтеррас
9. 2008 — Дорога, ведущая к счастью — Лена
10. 2008 — Куплю друга — Таня, внучка Кима Сычёва
11. 2008 — Монтекристо — Евгения Орлова
12. 2008 — Платон — Настя
13. 2009 — Днепровский рубеж — Зоя Синцова
14. 2012 — Жена Штирлица — Татьяна, жена Романа
15. 2012 — Подари мне воскресенье — Ольга Забелина
16. 2013 — Умник — Мария Шаповалова, известная теннисистка
17. 2014 - Захват (телесериал) - Маша, хозяйка кафе
18. 2016 — Любовь вне конкурса — Нина, няня
19. 2017 — Олеся
20. 2017 — Короткие волны — Лера Крапивина
21. 2018 - Русский Бес